# Weiqi, Gansu
Weiqi (kinesiska: 位奇) är en köping i nordvästra Kina. Den ligger i Shandan härad i staden Zhangye i provinsen Gansu, omkring 370 kilometer nordväst om provinshuvudstaden Lanzhou. Antalet invånare är 17 403. Befolkningen består av 8 629 kvinnor och 8 774 män. Barn under 15 år utgör 19,0 %, vuxna 15-64 år 72 %, och äldre över 65 år 8,0 %.